# Jeana delicatula
Jeana delicatula är en fjärilsart som beskrevs av Tindale 1935. Jeana delicatula ingår i släktet Jeana och familjen rotfjärilar. Inga underarter finns listade i Catalogue of Life.